# Reloj del Apocalipsis

El reloj del Apocalipsis actualmente marca 89 segundos para la medianoche.

El Reloj del Apocalipsis (en inglés Doomsday Clock, también llamado Reloj del Juicio Final) es un reloj simbólico, mantenido desde 1947 por la junta directiva del Bulletin of the Atomic Scientists (Boletín de Científicos Atómicos) de la Universidad de Chicago, Estados Unidos, que usa la analogía de la especie humana estando siempre «a minutos de la medianoche», donde la medianoche representa la «destrucción total y catastrófica» de la humanidad. Originalmente, la analogía representaba la amenaza de guerra nuclear global, pero desde hace algún tiempo incluye cambios climáticos y todo nuevo desarrollo en las ciencias y nanotecnología que pudiera infligir algún daño irreparable.
Desde su concepción, el reloj ha aparecido en todas las portadas del Bulletin of the Atomic Scientists. Su primera representación fue en 1947, cuando el cofundador de la revista, Hyman Goldsmith, le pidió a la artista Martyl Langsdorf (esposa del físico del Proyecto Manhattan Alexander Langsdorf Jr.) que diseñara una portada para la edición de la revista de junio de 1947.
El número de minutos para la medianoche —que mide el grado de amenaza nuclear, ambiental y tecnológica para la humanidad— se corrige periódicamente. El 25 de enero de 2018, el reloj se adelantó desde «tres minutos para la medianoche», en donde estaba desde el 19 de enero del 2017, a «dos minutos y medio para la medianoche». El reloj se actualizó en 2018 y se colocaron las agujas a dos minutos para la medianoche. Se mantuvo en esta hora durante 2019. En enero de 2023 se adelantó 10 segundos, dando 90 segundos, cuenta atrás que se adelantó en 2025 un segundo, quedándose a 89 segundos para la medianoche, que es el momento en el que más cerca se ha situado de las 12 de la noche en su historia.

## Historia
En 1945, un grupo de investigadores que trabajaban en el Proyecto Manhattan en la Universidad de Chicago creó The Bulletin of Atomic Scientists, una revista cuya misión, vigente aún hoy en día, era la de alertar a todo el mundo sobre los peligros de la energía nuclear y otras armas de destrucción masiva.
En el último medio siglo, el Reloj del Apocalipsis ha sido el símbolo más representativo de peligro nuclear. La primera representación de reloj tuvo lugar en 1947, cuando el cofundador de Bulletin, Hyman Goldsmith, solicitó a la esposa de un psicólogo del Proyecto Manhattan, una artista llamada Martyl Langsdorf, la creación de un diseño de portada para la revista.
Tras discutir varias ideas, Martyl optó por la idea de «usar un reloj para simbolizar la urgencia». Su plan fue repetir la imagen cada mes con un color de fondo distinto. Para ver como quedaría, dibujó su primer boceto (la parte superior izquierda de un reloj con el minutero acercándose a medianoche) en la contraportada de un volumen de sonatas de Beethoven.
Este simple diseño despertó la imaginación de los lectores, evocando ambas imágenes: la del Apocalipsis (medianoche) y la posibilidad de un ataque militar (la cuenta atrás hasta cero).
Martyl pretendía que la imagen del reloj transmitiera un sentimiento de peligro inminente, por ese motivo posicionó la aguja a 7 minutos de medianoche. La idea de mover el minutero vino posteriormente, en 1949, como un modo de dramatizar la respuesta del Bulletin a los acontecimientos mundiales.
Aunque el reloj ya no es la ilustración principal de la portada del Bulletin, se mantiene como parte integral de su logo. El diseño original ha ido transformándose a lo largo de los años y fue completamente rediseñado en 1989 para hacer hincapié en el carácter global del Bulletin.
Desde la Guerra Fría, muchas personas creen que el reloj ha perdido su significado apocalíptico. Los movimientos de la manecilla pueden parecer más ambiguos, pero el movimiento, adelante o atrás, sigue reflejando la percepción del peligro de sucesos catastróficos.
El Reloj del Apocalipsis ha ido variando su hora a lo largo de los años, acercándose o alejándose de la medianoche según los dictados de la política mundial. Se ha estado a 17 minutos en 1991 tras la firma de los tratados de reducción de armamento entre la Unión Soviética y Estados Unidos, y en el otro extremo, se ha llegado a los dos minutos para la medianoche en 1953 tras las pruebas nucleares llevadas a cabo por esas mismas potencias.
En enero de 2015 el minutero avanzó hasta los tres minutos para la medianoche, alcanzando el nivel de 1984.
El 25 de enero de 2018 se realizó un nuevo ajuste del reloj, llegando a las 23:58, es decir, a 2 minutos de la medianoche, alcanzando el mismo horario que en 1953. Los responsables de ajustar las manecillas presentaron la decisión de ajustar el horario en Washington D. C., después de analizar el entorno y los riesgos de las armas nucleares, del uso de bombas biológicas y el cambio climático.
En 2020 se movieron las manecillas de este reloj a cien segundos para la medianoche. Era la primera vez en la historia que el Reloj del Apocalipsis se situaba dentro de la marca de los dos minutos.
El 24 de enero de 2023 se realizó un nuevo ajuste del reloj. Ahora el reloj está en 11:58:30, es decir, que se ha adelantado 10 segundos y es la primera vez desde su creación que está a 90 segundos para la medianoche. Esto se debe a varias amenazas, entre las cuales las principales son la guerra entre Rusia y Ucrania, el cambio climático, la posibilidad de una guerra nuclear, la posibilidad de nuevas enfermedades,  el colapso económico y social.

## Variaciones de la cuenta atrás desde 1947

Gráfico con la evolución anual del reloj.

### 1947
23:53
- Después del fin de la Segunda Guerra Mundial, el mundo se dividió en dos: Este y Oeste. Esto marcó el inicio de la era llamada la Guerra Fría.
- Se inicia el conteo del Reloj del Apocalipsis.

### 1949
23:57
- El presidente Harry Truman comunica al pueblo estadounidense que la URSS ha ensayado su primer dispositivo nuclear, hecho negado por la Unión Soviética.
- Con este hecho comienza oficialmente la «carrera armamentística».

### 1953
23:58
- Tras un intenso debate, los Estados Unidos deciden desarrollar la bomba de Hidrógeno.
- En octubre de 1952, los Estados Unidos prueban su primer dispositivo termonuclear, borrando un islote de océano Pacífico llamado Eniwetok.
- Nueve meses más tarde, la URSS desarrolla y hace ensayos con su propia bomba H.

### 1960
23:53
- Por primera vez los EE. UU. y la URSS coinciden en evitar una confrontación directa en conflictos regionales, como el que enfrentó a Egipto e Israel en 1956.
- Se establece la celebración del Año Geofísico Internacional, en el que colaboran científicos de ambas potencias.

### 1962
23:53
- El descubrimiento por parte de Estados Unidos de bases de misiles nucleares soviéticos en territorio cubano dio lugar a la Crisis de los misiles de Cuba, que finalizó con un acuerdo tras trece días. Aun siendo considerado éste como el momento más peligroso vivido por la humanidad, el reloj permaneció inmóvil a 7 minutos de la medianoche, ya que el clímax y la resolución de la crisis se produjeron antes de que en el Bulletin pudiesen reunirse para ajustar la hora.

### 1963
23:48
- Tras una década de pruebas nucleares ininterrumpidas, Estados Unidos y la Unión Soviética firman el Tratado de Prohibición Parcial de Ensayos Nucleares, que interrumpe toda prueba al aire libre pero no las pruebas subterráneas. También establece la colaboración entre ambas potencias para prevenir la aniquilación nuclear.

### 1968
23:53
- La Guerra de Vietnam se intensifica.
- Conflicto India-Pakistán desde 1965.
- Conflicto de Israel con sus vecinos árabes en 1967.
- China y Francia desarrollan armas nucleares para posicionarse como potencias globales.

### 1969
23:50
- Prácticamente todos los países mundiales acuerdan firmar el Tratado de No Proliferación Nuclear.
- Únicamente se resisten a firmarlo Israel, India y Pakistán.

### 1972
23:48
- Estados Unidos y la Unión Soviética ralentizan su carrera armamentística firmando el Tratado de Limitación de Armas Estratégicas (SALT) y el Tratado sobre Misiles Antibalísticos (ABM). El tratado SALT limita el número de lanzaderas de misiles balísticos que cada país puede poseer y el tratado ABM ralentiza la carrera del desarrollo de armamento defensivo.

### 1974
23:51
- India prueba su primer artefacto nuclear.
- Estados Unidos y la Unión Soviética modernizan sus fuerzas nucleares.
- Gracias al desarrollo armamentístico, ambas potencias pueden recargar sus misiles balísticos intercontinentales con más cabezas nucleares que antes.

### 1980
23:53
- 35 años después del comienzo de la era nuclear, Estados Unidos y la Unión Soviética siguen pensando que las armas nucleares son fundamentales para su seguridad nacional.

### 1981
23:56
- La invasión soviética de Afganistán endurece la postura de Estados Unidos.
- Estados Unidos boicotea los Juegos Olímpicos de 1980 de Moscú.
- Jimmy Carter endurece su postura nuclear contra la Unión Soviética, pero no prospera, gracias a Ronald Reagan, nuevo presidente de Estados Unidos.

### 1984
23:57
- Las relaciones diplomáticas entre Estados Unidos y la Unión Soviética están en su punto más bajo desde hace décadas.
- Se interrumpe el diálogo entre las dos superpotencias.
- La Unión Soviética boicotea los Juegos Olímpicos de 1984 de Los Ángeles.
- El mundo teme una aceleración en la carrera armamentística.

### 1988
23:54
- Estados Unidos y la Unión Soviética firman el Tratado de No Proliferación de Armas Nucleares.
- Buen entendimiento entre Ronald Reagan y Mijaíl Gorbachov.

### 1990
23:50
- Uno tras otro, todos los países de Europa Oriental se independizan del control soviético.
- Mijaíl Gorbachov, presidente del Soviet Supremo, no interviene.
- A finales de 1989 cae el Muro de Berlín.

### 1991
23:43
- Tras el fin de la Guerra Fría, Estados Unidos y Rusia se comprometen a desmantelar gran parte de su arsenal nuclear.
- Es la primera vez que el reloj está más alejado de la medianoche, por lo que se considera el tiempo más pacífico desde la creación del reloj.

### 1995
23:47
- Intranquilidad en el seno de Estados Unidos tras el desmantelamiento de la Unión Soviética.
- Problemas en varias de las antiguas repúblicas de la Unión Soviética.
- Existencia de un arsenal de 40 000 cabezas nucleares.
- Mucho material nuclear descontrolado en la ex Unión Soviética.

### 1998
23:51
- India y Pakistán llevan a cabo diversas pruebas con armas nucleares convirtiéndolas en sucesivas demostraciones de poder y de aviso entre ambos países.
- Estados Unidos y Rusia tienen problemas para seguir desmantelando sus arsenales nucleares.

### 2002
23:53
- Se consiguen pequeños progresos en el desarme nuclear global.
- Estados Unidos rechaza una serie de tratados de control de armas y anuncia su intención de retirarse del Tratado sobre Misiles Antibalísticos.
- Preocupación por la posibilidad de un ataque terrorista nuclear debido a la cantidad de armas y material nuclear que no están bajo control y en paradero desconocido por todo el mundo.

### 2007
23:55
- Corea del Norte prueba su armamento nuclear.
- Estados Unidos renueva su entusiasmo por el uso militar de armas nucleares.
- No se ha conseguido garantizar la seguridad de los materiales nucleares.
- Siguen existiendo cerca de 26 000 armas nucleares en los Estados Unidos y Rusia.
- Expertos analistas de los peligros que acechan a la civilización han añadido el cambio climático a la perspectiva de la aniquilación nuclear como las mayores amenazas para la humanidad.

### 2010
23:54
- Cooperación mundial para reducir el arsenal nuclear y las promesas para limitar las emisiones de gases del cambio climático.[4]

### 2012
23:55
- Se calcula que hay más de 2500 armas nucleares en el planeta.

### 2014
23:56
- Se hacen esfuerzos para reducir la amenaza nuclear.
- Rusia y Estados Unidos mantienen grandes arsenales nucleares, mientras que países como India, Pakistán y China podrían aumentar sus arsenales de armas atómicas. Posible ampliación del «Club nuclear».[5]

### 2015
23:57
- La modernización de las armas nucleares, el aumento de estas en naciones de Oriente y Oriente Medio, además de los datos del calentamiento global, representan una amenaza a la existencia de la humanidad.

### 2017
23:57:30
- Por primera vez el reloj se mueve 30 segundos, debido al resurgimiento del nacionalismo en la política mundial, la ascensión de Donald Trump como presidente de los Estados Unidos y sus políticas respecto a temas bélicos, de armamento, inmigración y ambientales.[6][7]

### 2018
23:58
- Es la primera vez que el reloj regresa a «horarios» del siglo pasado. Desde 1953, un año marcado por las amenazas en el marco de la Guerra Fría, no se llegaba a estar a dos minutos de la medianoche.[8]
- Se deterioran las relaciones entre Estados Unidos y Corea del Norte debido a las amenazas nucleares de este último país.

### 2020
23:58:20
- El Boletín de Científicos Atómicos advierte de que la humanidad nunca ha estado tan cerca de la autodestrucción.
- La situación de seguridad internacional ahora es más peligrosa que nunca, incluso más que en el apogeo de la Guerra Fría, aseguran los científicos.
- «La humanidad continúa afrontando dos peligros existenciales simultáneos: la guerra nuclear y el cambio climático, que se ven agravados por un multiplicador de amenazas, una guerra de información cibernética, que socava la capacidad de respuesta de la sociedad».[9]

### 2023
23:58:30
- El reloj del Apocalipsis se adelanta 10 segundos, lo que lo sitúa a tan sólo 90 de la medianoche.
- La guerra en Ucrania y su posibilidad de escalar a una guerra nuclear entre Rusia y la OTAN, desorden social ,  económico y ambiental, así como el brote de coronavirus (2019-2023) llevaron a los científicos a situar el reloj a esa hora.
- También está la posibilidad de la guerra nuclear debido a dos amenazas: los programas nucleares de Corea del Norte y la posibilidad de guerra entre Estados Unidos y China por la isla Taiwán.

### 2025
23:58:31
- El reloj del Apocalipsis se adelanta 1 segundo con respecto al anterior ejercicio, situándolo a 89 de la medianoche, convirtiéndose en el momento más peligroso para la humanidad, comparado con los tiempos de la Guerra Fría.

## Fechas notables en las cuales el reloj no se movió

### Febrero de 2022
Tras el inicio de la invasión de Ucrania por parte de Rusia y el apoyo que recibió Ucrania por países de la OTAN, tanto en armamento como en otros recursos esenciales, se optó por no cambiar el reloj dado que el conflicto no parecía haberse extendido a nivel internacional.

## En la cultura popular
- «Seven Minutes to Midnight», un sencillo de 1980 de Wah! Heat, se refiere al cambio de ese año del Reloj del Apocalipsis de nueve a siete minutos hasta la medianoche.
- El título de la canción de 1984 de Iron Maiden «2 Minutes to Midnight» es una referencia al Reloj del Apocalipsis.
- El título del álbum de Linkin Park llamado Minutes to Midnight lanzado en 2007, es una referencia al Reloj del Apocalipsis.
- En la novela gráfica Watchmen de Alan Moore y Dave Gibbons existen múltiples referencias al Reloj del Apocalipsis.